# Kremer K8 Spyder

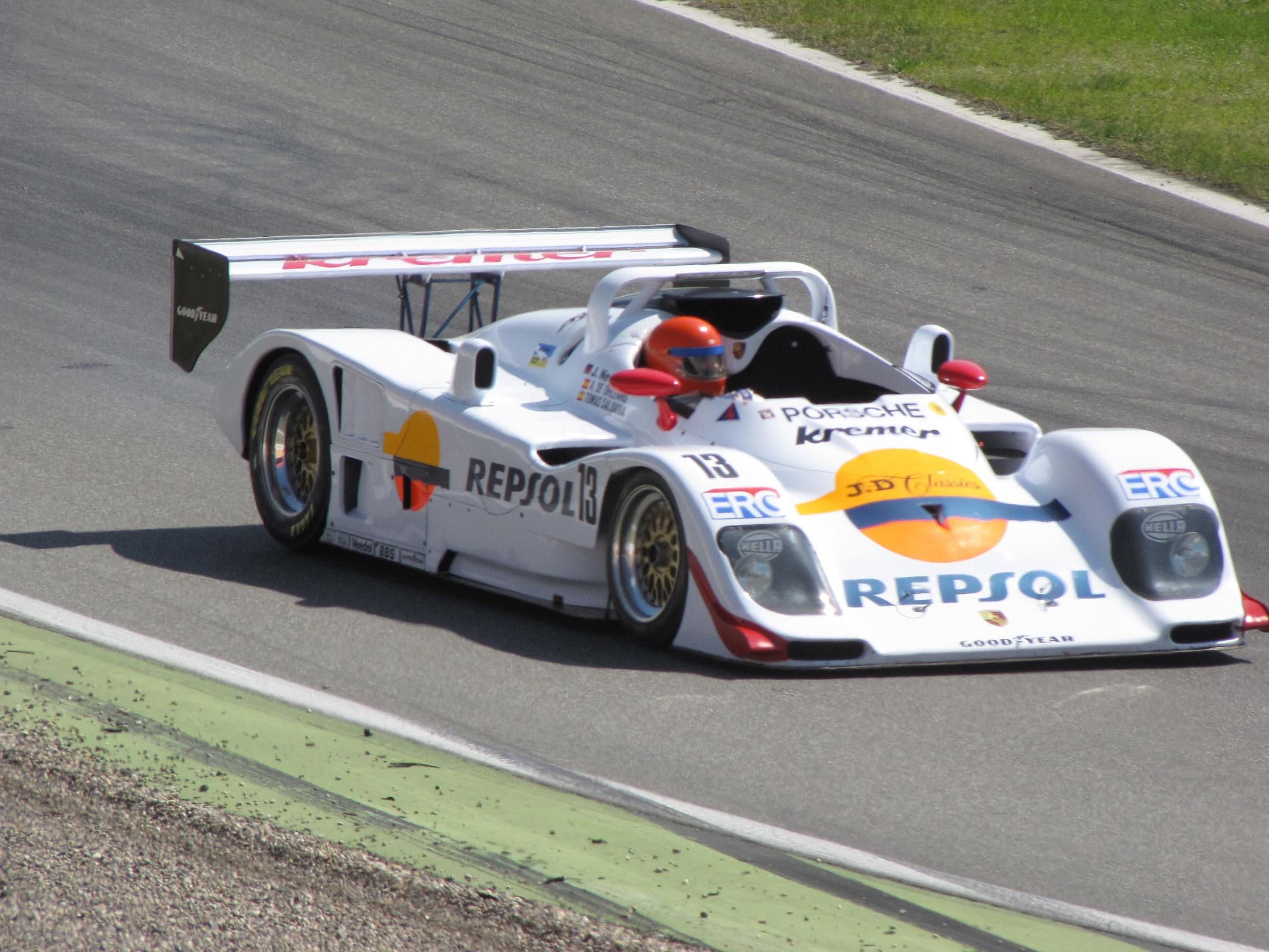
Kremer K8 Spyder

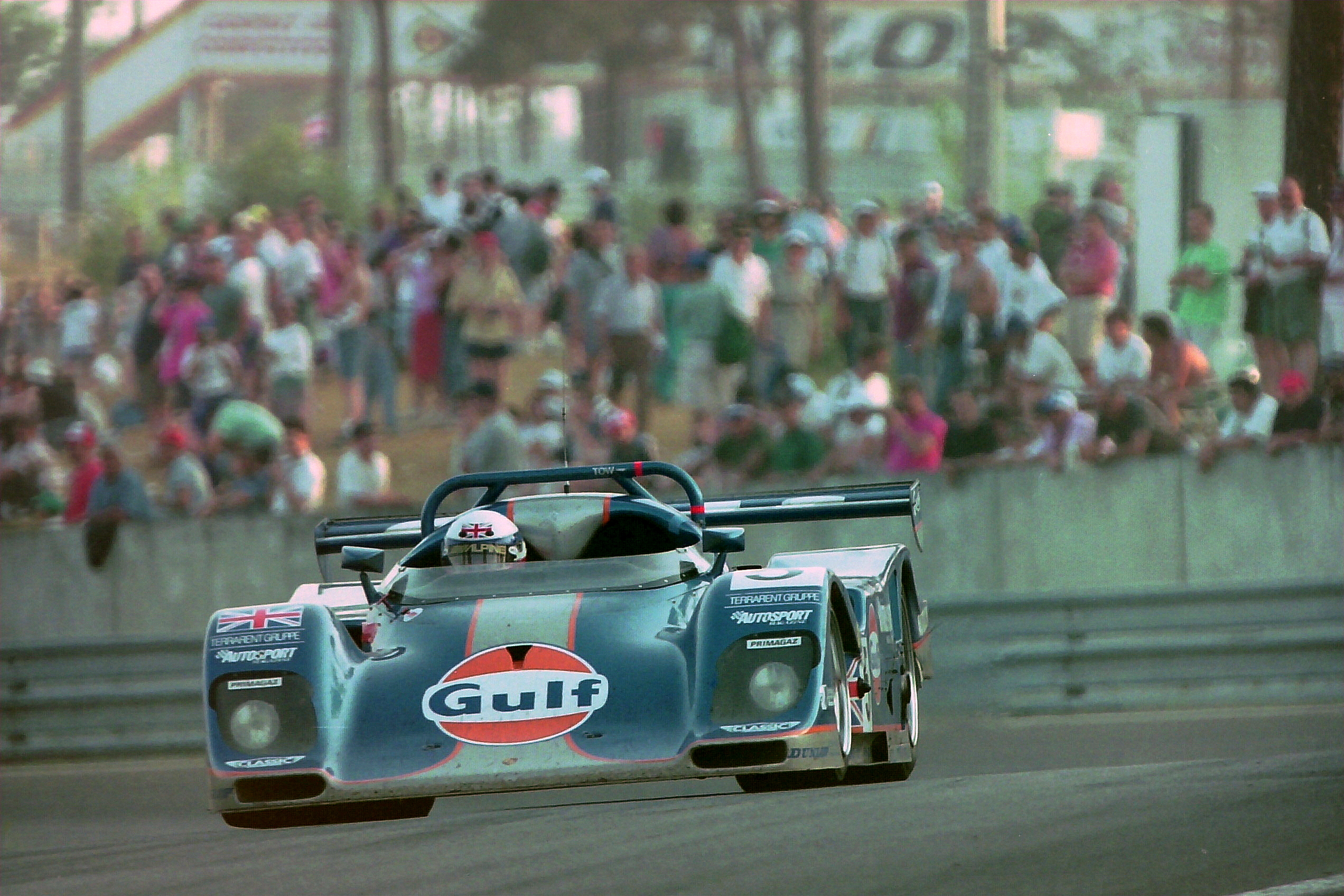
Derek Bell im Spyder beim 24-Stunden-Rennen von Le Mans 1994

Der Kremer K8 Spyder war ein Sportwagen-Prototyp, der von 1994 bis 1998 bei Sportwagenrennen eingesetzt wurde.

## Entwicklungsgeschichte und Technik
Die Kremer-Brüder hatten schon in den 1970er-Jahren das Rennteam Kremer Racing aufgebaut, das sich nach ersten Erfolgen im deutschen Motorsport in den 1990er-Jahren international etablierte. Der K8 Spyder war das Nachfolgemodell des Kremer CK7. Wie beim CK7 folgte Kremer beim K8 Spyder der Konzeption, einen Porsche 962 als Basis für ein Rennfahrzeug zu nehmen und nach eigenen Bedürfnissen umzubauen. Der K8 Spyder war im Grunde ein 962 ohne Dach. Da beim Umbau die Türen des geschlossenen 962 wegfielen, saß der Fahrer erhöht im niedrigen Cockpit und war dem Fahrtwind weitgehend ungeschützt preisgegeben. Abhilfe schuf ein Windschild um das Cockpit. Der Motor bekam eine Verkleidung, die den Piloten überragte, um ihn bei einem Überschlag zu schützen. Als Triebwerk kam die kleinere Variante des 3-Liter-Porsche-Turbo-Motors zum Einsatz.
Drei Chassis des K8 wurden gebaut. Sein Debüt gab der Wagen beim 24-Stunden-Rennen von Le Mans 1994. Als Sponsor konnte Gulf Oil gewonnen werden, als Fahrer wurden der fünffache Le-Mans-Sieger Derek Bell, dessen Landsmann Robin Donovan und der Deutsche Jürgen Lässig verpflichtet. Der K8 war der einzige LMP1-Spyder im Feld. Das Trio erreichte den sechsten Rang der Gesamtwertung.

## Renngeschichte
1995 wurde der größte Erfolg mit dem K8 erzielt, als das Quintett Jürgen Lässig, Giovanni Lavaggi, Marco Werner, Christophe Bouchut und Oscar Larrauri das 24-Stunden-Rennen von Daytona gewann. In Le Mans waren zwei K8 am Start; der Wagen von Bouchut, Thierry Boutsen und Hans-Joachim Stuck erreichte Rang sechs, der zweite K8 fiel aus.
Die schon in die Jahre gekommenen K8 wurden auch 1996, 1997 und 1998 in Le Mans eingesetzt, allerdings ohne großen Erfolg. In seiner letzten Modifikation gewann der K8 mit John Nielsen und Thomas Bscher 1997 noch das 1000-km-Rennen von Monza.